# Lun
Lun je naselje u Republici Hrvatskoj, u sastavu Grada Novalje, Ličko-senjska županija. 

## Smještaj
Nalazi se na najsjevernijem dijelu otoka Paga. Zemljopisno je bliže otoku Rabu nego naselju Novalja, čijoj općini i pripada.
Iako je gotovo sa svih strana okružen morem, sam Lun se nalazi na uzvisini oko 300 metara zračne linije od mora. Najbliže su mu uvale Furnje i Veli Rakovac u Paškom kanalu, te Njivina, Budunalva i Krušvina u Kvarneriću.

## Povijest
Lun je naselje na najsjevernijem dijelu otoka Paga koji svojim izgledom podsjeća na kažiprst. Prema nekim navodima ime mu potječe od starih izraza u dokumentima: Punta Loni, što je domaći narod na starohrvatskom prevodio kao "Koncilun" gdje je Konci lokativ od riječi konec, a Lun izvedenica od latinskog leo, leonis=lav. Također postoji i inačica da je ime izvedeno od latinskog i talijanskog naziva rta Lun: Punta Longa, lunga, Lun.
Pisanih dokaza o stalnim stanovnicima prije 1653. g. nema iako su na više mjesta pronađeni ulomci rimske keramike, a na lokalitetu Vidasi, ilirski grobovi i humci iz kojih je nakit pohranjen u lokalnoj etnografskoj zbirci u Novalji. Zanimlivo je da su se oduvijek oko područja Luna vodili sporovi između tadašnjih gradova Raba, Zadra pa čak i Osora. Tako je hrvatski kralj Petar Krešimir IV., 1071. g. (koji je Pag i Rab oteo Mletcima) u Biogradu presudio u sporu između Raba i Zadra, da cijelo područje Luna uključujući i Novalju pripadne Rabu. Do tada je cijeli Pag bio pod jurisdikcijom rapske biskupije, a od tada nadalje, samo dio otoka od Caske ili Cisse zapadno. Grad Pag i ostatak otoka pripada Zadru. Sve od Petra Krešimira Lun je pripadao gradu Rabu, da bi tek 1992. g, kada je izvršena nova upravna podjela Hrvatske kojom je na otoku Pagu osnovana nova općina, Novalja, a koja obuhvaća sjeverni dio Paga pa je njoj pripojeno i područje Luna.
Prvi stalni stanovnik Luna bio je Matej Badurina, kojeg su rapski (mletački) plemići 1653. g. naselili na njihovom posjedu kao najamnika, pastira ali i kolona. S Matejem na Lunu počinje i feudalizam.
Badurine potiču od obitelji Baturan koje se prvi put spominje u 13. st. Po podatcima arhiva grada Kotora, dva brata zidara koja su doplovila u Kotor iz Grčke (a podrijetlom su iz Armenije) bili su kao dobri i priznati majstori unajmljeni da zidaju romaničku crkvu svete Ane 1221. godine, koja se i dan danas nalazi u sjeveroistočnom dijelu Kotora. S tim što se prvo zvala crkva sv. Martina a zatim sv. Venerande.
U Kotoru Baturani žive do sredine 17. st. tj. Kandijskih ratova. Nakon toga jedan dio se seli u okolinu Zadra i skraćuje svoje prezime na Batur, drugi dio ide još sjevernije k otocima a dio ide na istok i prvo živi u selu Kobilji Do - zaselak Baturin brdo - cetinjska općina. Nakon toga nova seoba je u selu Banjani kod Nikšića. U 18. st. Baturani stižu u Pivu. Prvo selo Barni Do, zatim Nedajno i na kraju selo Mala Crna Gora. Tamo žive do 1945. kada se većina njih kolonizira u Vojvodinu - Bačko Petrovo Selo a dio ostaje u Crnoj Gori tj. seli se u današnju Podgoricu.
Zaštitnik obitelji je sveti Tripun koji je i zaštitnik grada Kotora.
2005. godine dio Baturana iz Novog Sada izradio je i grb obitelji Baturan (s pomalo romansiranim opisom grba).
Kao najamni pastir (i vjerojatno izbjeglica pred Turcima) Matej je morao pristati na ugovor da će na tuđoj zemlji raditi i privređivati uz davanje dijela tj "dohodka" posjedniku, a takozvani "dohodak" iznosio je četvrtinu uroda žitarica, i šestinu uroda grožđa. "Dohodak" se nije davao Rabljanima na temelju stvarnog uroda već na temelju procjene posebne komisije. Sredinom 19. st,. procjena uroda je prepuštena plaćenom općinskom vještaku takozvanom "Štimaduru". Ubiranje se odvijalo poslije žetve odnosno poslije berbe grožđa. Sakupljena su se dobra uglavnom prodavala na javnoj dražbi u Rabu koji je bio važno agrarno središte. Pravo posjeda lunjske i novaljske zemlje iz ruku Mletaka, kroz povijest prelazi iz jednih u druge ruke da bi zadnji posjednik bila općina Rab, koja se sramotnih feudalnih davanja ("dohotka") nije htjela odreći sve do 1944. g. (Službeno ukinuće feudalnih odnosa objavljeno je tek 1946. godine.
Prvo se Matej Badurina spominje u matičnim knjigama Raba. Prema fra Anđelku Badurini, Badurine su indoeuropskog (armenskog) podrijetla, jer na tom jeziku riječ "Badur" znači pastir, ali isto tako označava grubu pastirsku kabanicu s kapuljačom za glavu kakvu su nosili naši pradjedovi. Upravo jedna takva čuva se u samostanu franjevaca trećeredaca u Portu na Krku. Nešto više od stotinjak godina nakon dolaska Mateja Badurine u Lun, pojavljuju se i druga prezimena: Argentin, Baričević, Kocijan, Makarun, Reinić, Šanko i Šegota. I dan danas Badurine su najčešće prezime na Lunu, ali ih ima i svuda po svijetu, od Amerike do Australije.
Povijesno, Lun je upravno pripadao gradu Rabu. Tako je bilo do 1992. g. kada je izvršena nova upravna podjela Hrvatske kojom je na otoku Pagu osnovana nova općina, Novalja, a koja obuhvaća sjeverni dio Paga pa je njoj pripojeno i područje Luna.

## Zaseoci
Lun nije jedinstveno naselje. Osim samog sela Luna, njemu pripadaju i okolni zaseoci od kojih su neki udaljeni više kilometara. To su npr. Tovarnele (u nekim napisima Tovrnele) je najsjevernije naselje na Pagu, ujedno i lunjska luka.Sam naziv Tovrnele dolazi od talijanske riječi taverna što znači gostionica,po čemu je porat (luka) i dobila ime. Postoje ostaci nekadašnje taverne koja je ujedno služila i za obranu od gusara.Tu su zatim Gurijel, Dudići, Perićev Kanat, Gager, Jakišnica, Stanišće.

## Znamenitosti
Lun je najpoznatiji po maslinicima koji ga okružuju. U njima rastu masline nadprosječnih veličina, starosti po nekoliko stotina godina. To su dijelom divlje masline koje su 1963. g. zaštićene kao botanički rezervat (npr. Lunjski maslinik).

## Stanovništvo
Prema popisu stanovništva iz 2001. godine, naselje je imalo 337 stanovnika.
Broj stanovnika Luna rastao je do poslije Drugog svjetskog rata. Tako je 1857. g popisano 164 stanovnika, 1880. g. 267, 1921. g. 429 žitelja. Najveći broj stanovnika zabilježen je 1953. g. njih 646. Od tada slijedi stalni pad broja žitelja.

### Poznate osobe
- Anđelko Badurina, franjevac trećoredac, povjesničar
- Antun Badurina, franjevac, književnik
- Srećko Badurina, pok. šibenski biskup (1930. – 1996.)
- Zvonimir Badurina Dudić, svećenik, voditelj duhovne obnove

| broj stanovnika | 164   |       | 267   | 326   | 352   | 429   | 429   | 526   | 675   | 646   | 551   | 483   | 381   | 357   | 337   | 307   | 148   |
|                 | 1857. | 1869. | 1880. | 1890. | 1900. | 1910. | 1921. | 1931. | 1948. | 1953. | 1961. | 1971. | 1981. | 1991. | 2001. | 2011. | 2021. |

## Vanjske poveznice
- Lunske masline  Arhivirana inačica izvorne stranice od 10. srpnja 2014. (Wayback Machine)
- Službene stranice turističke zajednice Novalja
- Lun | Otok Pag